# Castéra-Lou
Pour les articles homonymes, voir Castéra et Lou.

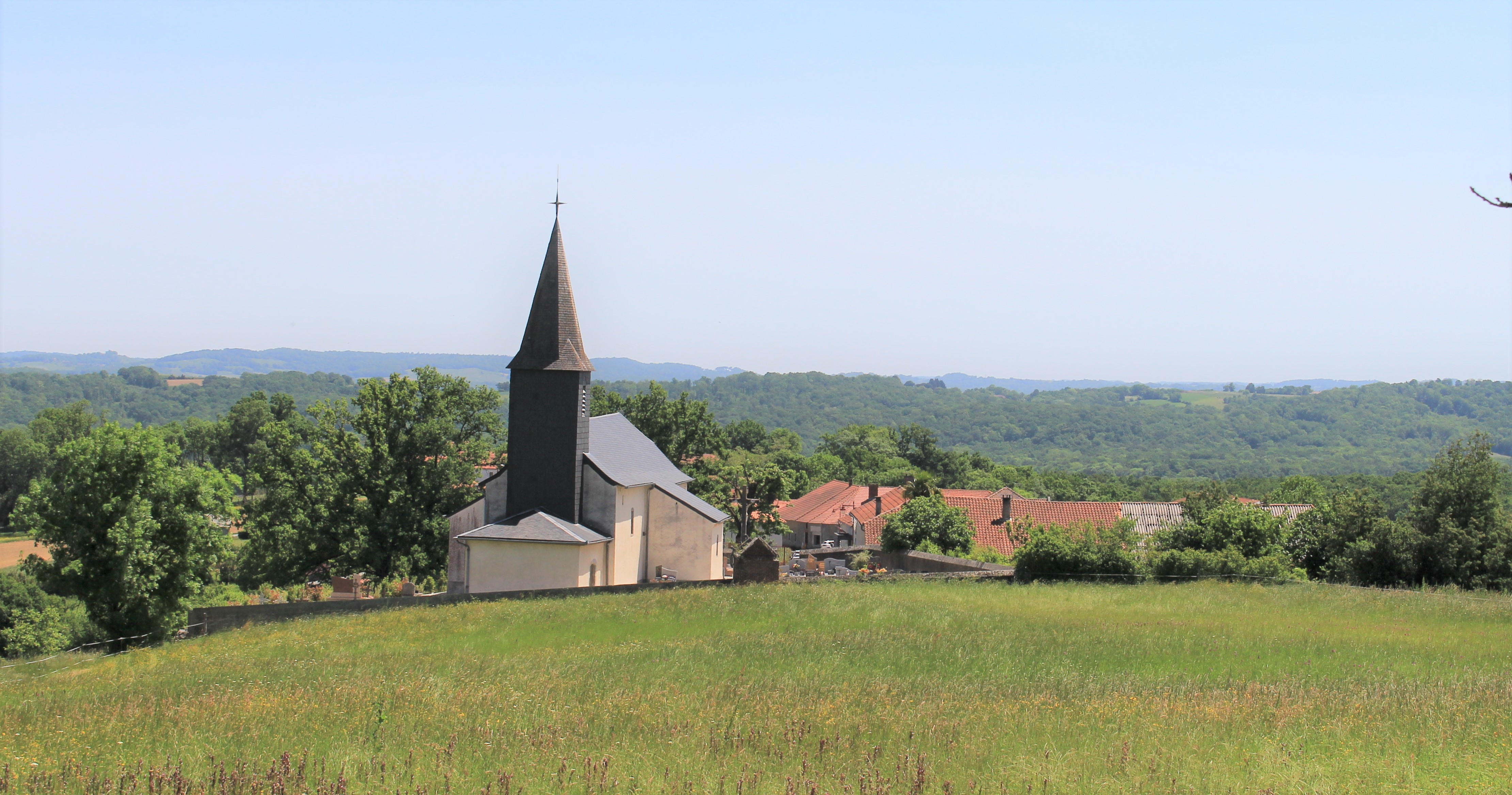
Vue du village.

Castéra-Lou est une commune française située dans le nord du département des Hautes-Pyrénées, en région Occitanie. Sur le plan historique et culturel, la commune est dans l’ancien comté de Bigorre, comté historique des Pyrénées françaises et de Gascogne.
Exposée à un climat océanique altéré, elle est drainée par le canal d'Alaric, l'Estéous, le ruisseau de Loulès et par divers autres petits cours d'eau. La commune possède un patrimoine naturel remarquable composé de deux zones naturelles d'intérêt écologique, faunistique et floristique.
Castéra-Lou est une commune rurale qui compte 225 habitants en 2022, après avoir connu une forte hausse de la population depuis 1975. Elle fait partie de l'aire d'attraction de Tarbes..
Ses habitants sont appelés les Castera-louviens.

## Géographie

### Localisation
La commune de Castéra-Lou se trouve dans le département des Hautes-Pyrénées, en région Occitanie.
Elle se situe à 12 km à vol d'oiseau de Tarbes, préfecture du département, et à 18 km de Trie-sur-Baïse, bureau centralisateur du canton des Coteaux dont dépend la commune depuis 2015 pour les élections départementales.
La commune fait en outre partie du bassin de vie de Tarbes.
Les communes les plus proches sont : 
Soréac (1,5 km), Lescurry (1,6 km), Escondeaux (2,3 km), Louit (2,4 km), Dours (3,1 km), Tostat (3,6 km), Peyrun (3,7 km), Chis (3,8 km).
Sur le plan historique et culturel, Castéra-Lou fait partie de l’ancien comté de Bigorre, comté historique des Pyrénées françaises et de Gascogne créé au IXe siècle puis rattaché au domaine royal en 1302, inclus ensuite au comté de Foix en 1425 puis une nouvelle fois rattaché au royaume de France en 1607. La commune est dans le pays de Tarbes et de la Haute Bigorre.

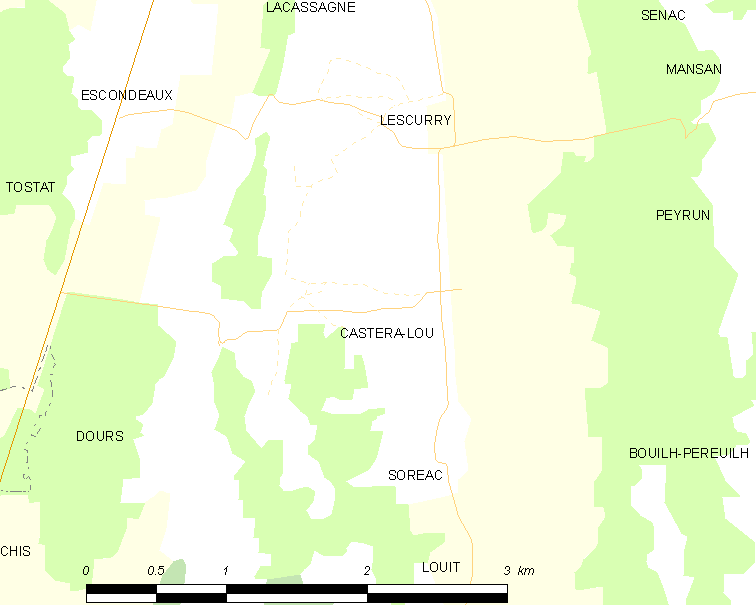
Carte de la commune de Castéra-Lou et des proches communes.

|       | Lescurry    | Peyrun          |
| Dours | Castéra-Lou | Bouilh-Péreuilh |
|       | Soréac      |                 |

### Hydrographie
Le ruisseau de l'Estéous (affluent droit de l'Adour) traverse la commune du  sud au nord et forme la limite est avec les communes de Peyrun et Bouilh-Péreuilh.
 Le ruisseau de Soréac (affluent gauche de l'Estéous) traverse le territoire de la commune d'ouest en est et forme la limite sud avec la commune de Soréac.
Le ruisseau de Taudia (affluent gauche de l'Estéous) traverse le territoire de la commune d'ouest en est et forme la limite nord avec la commune de Lescurry.
Le  canal d'Alaric traverse la commune du  sud au nord et forme la limite ouest avec la commune de Dours.

### Climat
Le climat est tempéré de type océanique, en raison de l'influence proche de l'océan Atlantique situé à peu près 150 km plus à l'ouest. La proximité des Pyrénées fait que la commune profite d'un effet de foehn, il peut aussi y neiger en hiver, même si cela reste inhabituel.
| Mois                              | jan.  | fév.  | mars  | avril | mai   | juin  | jui.  | août  | sep.  | oct.  | nov.  | déc.  | année   |
| --------------------------------- | ----- | ----- | ----- | ----- | ----- | ----- | ----- | ----- | ----- | ----- | ----- | ----- | ------- |
| Température minimale moyenne (°C) | 0,6   | 1,3   | 2,7   | 5,2   | 8,3   | 11,6  | 14,1  | 13,9  | 11,7  | 8     | 3,6   | 1,3   | 6,9     |
| Température moyenne (°C)          | 5,3   | 6,1   | 7,8   | 10    | 13,3  | 16,7  | 19,3  | 19    | 17,2  | 13,3  | 8,5   | 5,8   | 11,9    |
| Température maximale moyenne (°C) | 9,9   | 11    | 12,9  | 14,8  | 18,3  | 21,7  | 24,5  | 24    | 22,6  | 18,6  | 13,4  | 10,4  | 16,8    |
| Ensoleillement (h)                | 108,8 | 118,8 | 155,6 | 157,2 | 181,3 | 191,5 | 215,5 | 196,4 | 194,5 | 164,4 | 124,4 | 104,4 | 1 912,8 |
| Précipitations (mm)               | 112,8 | 97,5  | 100,2 | 105,7 | 113,6 | 80,7  | 57,3  | 70,3  | 71    | 85,2  | 93    | 112,1 | 1 099,4 |

### Milieux naturels et biodiversité

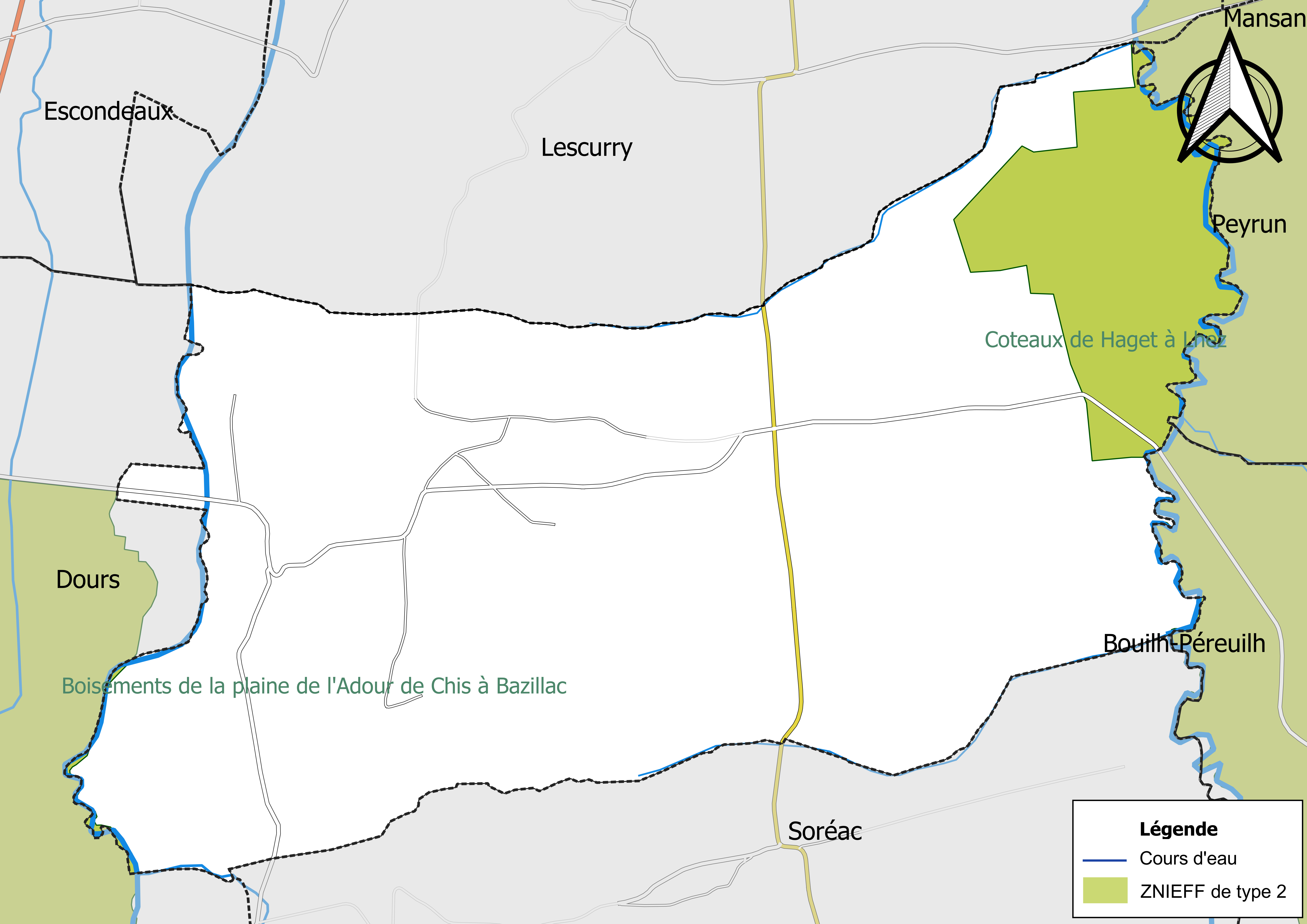
Carte des ZNIEFF de type 2 localisées sur la commune.

L’inventaire des zones naturelles d'intérêt écologique, faunistique et floristique (ZNIEFF) a pour objectif de réaliser une couverture des zones les plus intéressantes sur le plan écologique, essentiellement dans la perspective d’améliorer la connaissance du patrimoine naturel national et de fournir aux différents décideurs un outil d’aide à la prise en compte de l’environnement dans l’aménagement du territoire.
Deux ZNIEFF de type 2 sont recensées sur la commune :
- les « boisements de la plaine de l'Adour de Chis à Bazillac » (333 ha), couvrant 8 communes du département[8] ;
- les « coteaux de Haget à Lhez » (4 261 ha), couvrant 32 communes dont quatre dans le Gers et 28 dans les Hautes-Pyrénées[9].

## Urbanisme

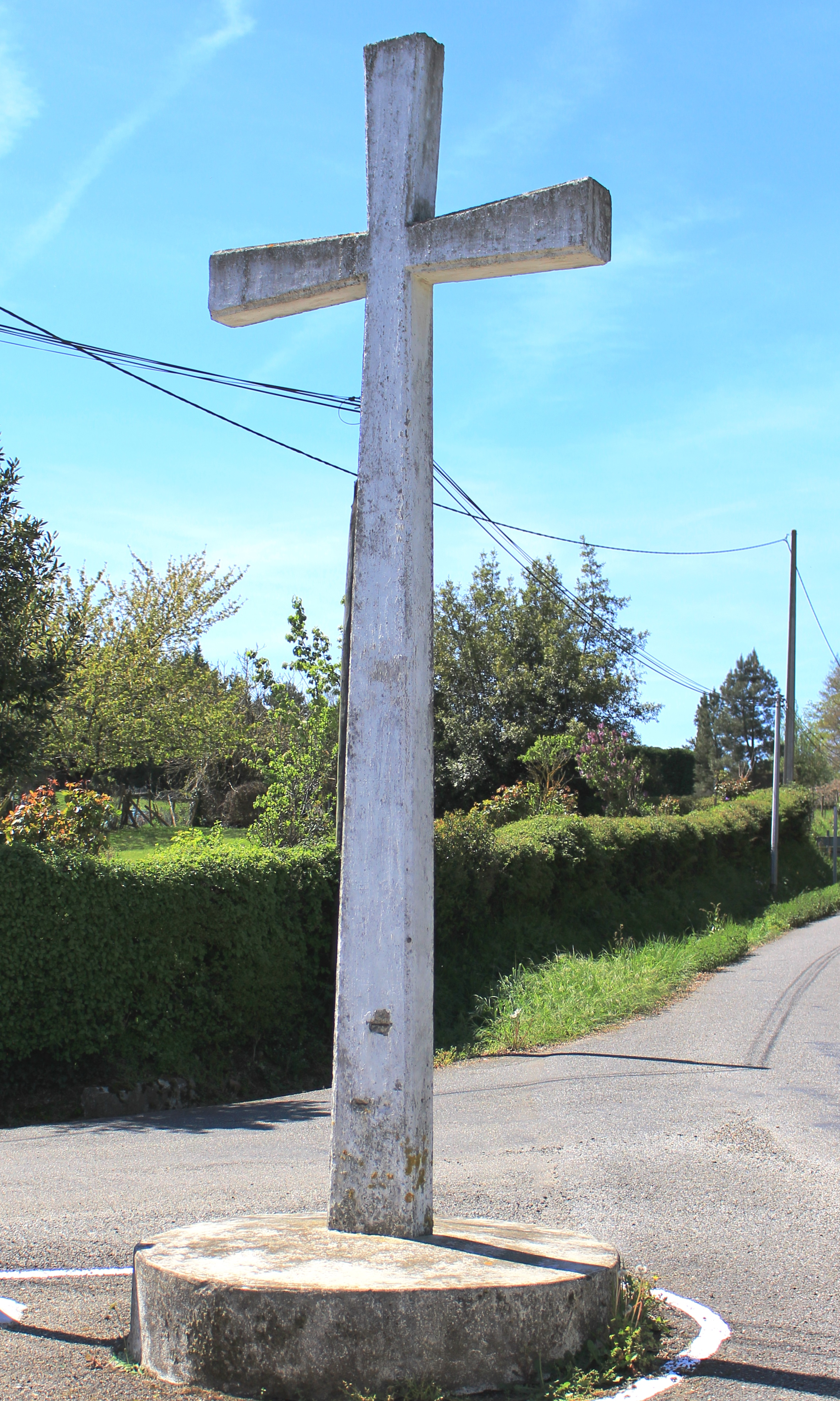
Une croix.

### Typologie
Au 1er janvier 2024, Castéra-Lou est catégorisée commune rurale à habitat dispersé, selon la nouvelle grille communale de densité à sept niveaux définie par l'Insee en 2022.
Elle est située hors unité urbaine. Par ailleurs la commune fait partie de l'aire d'attraction de Tarbes, dont elle est une commune de la couronne,. Cette aire, qui regroupe 153 communes, est catégorisée dans les aires de 50 000 à moins de 200 000 habitants,.

### Occupation des sols
L'occupation des sols de la commune, telle qu'elle ressort de la base de données européenne d’occupation biophysique des sols Corine Land Cover (CLC), est marquée par l'importance des territoires agricoles (67,4 % en 2018), en diminution par rapport à 1990 (72,5 %). La répartition détaillée en 2018 est la suivante : 
zones agricoles hétérogènes (39,1 %), terres arables (28,3 %), forêts (27,2 %), zones urbanisées (5,4 %).
L'IGN met par ailleurs à disposition un outil en ligne permettant de comparer l’évolution dans le temps de l’occupation des sols de la commune (ou de territoires à des échelles différentes). Plusieurs époques sont accessibles sous forme de cartes ou photos aériennes : la carte de Cassini (XVIIIe siècle), la carte d'état-major (1820-1866) et la période actuelle (1950 à aujourd'hui).

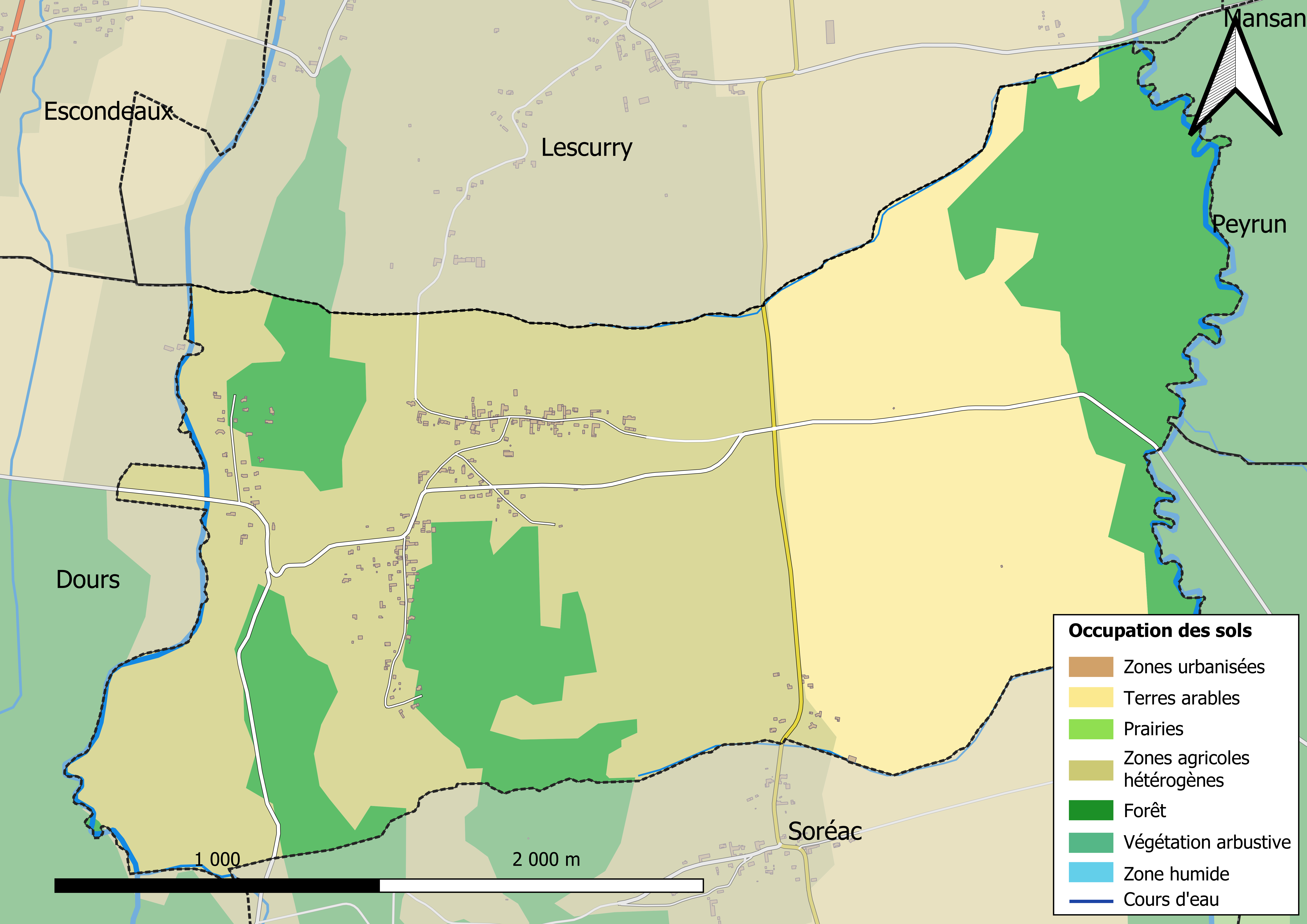
Carte des infrastructures et de l'occupation des sols en 2018 (CLC) de la commune.
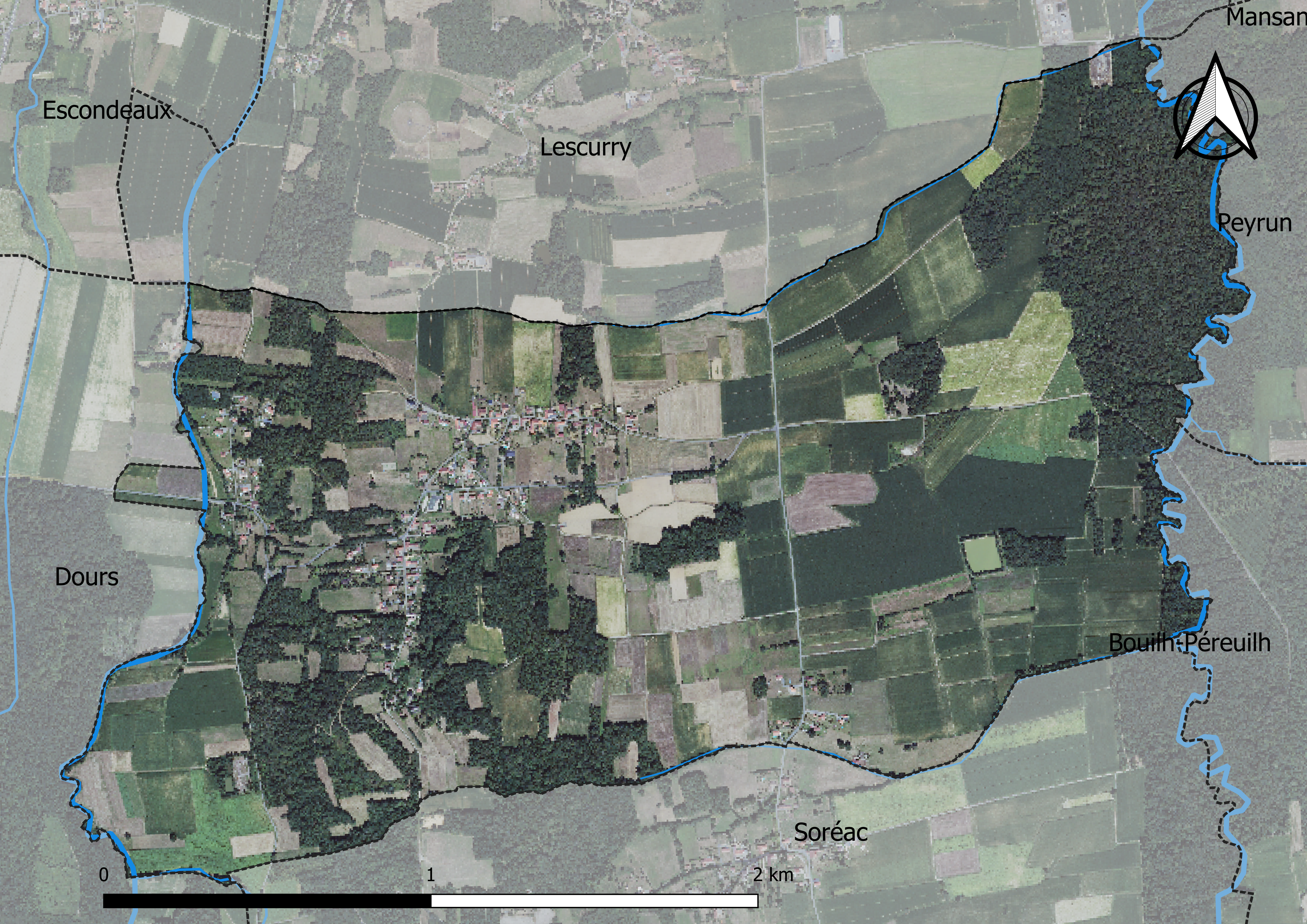
Carte orthophotogrammétrique de la commune.

### Logement
En 2012, le nombre total de logements dans la commune est de 90.

Parmi ces logements, 90,0 % sont des résidences principales, 0,0 % des résidences secondaires et 10,0 % des logements vacants.

### Voies de communication et transports
Cette commune est desservie par les routes départementales D 5, D 89 et D 119.

### Risques majeurs
Le territoire de la commune de Castéra-Lou est vulnérable à différents aléas naturels : météorologiques (tempête, orage, neige, grand froid, canicule ou sécheresse), inondations, mouvements de terrains et séisme (sismicité modérée). Un site publié par le BRGM permet d'évaluer simplement et rapidement les risques d'un bien localisé soit par son adresse soit par le numéro de sa parcelle.
Certaines parties du territoire communal sont susceptibles d’être affectées par le risque d’inondation par débordement de cours d'eau, notamment le canal d'Alaric et l'Estéous. La cartographie des zones inondables en ex-Midi-Pyrénées réalisée dans le cadre du XIe Contrat de plan État-région, visant à informer les citoyens et les décideurs sur le risque d’inondation, est accessible sur le site de la DREAL Occitanie. La commune a été reconnue en état de catastrophe naturelle au titre des dommages causés par les inondations et coulées de boue survenues en 1982, 1999 et 2009,.
Castéra-Lou est exposée au risque de feu de forêt. Un plan départemental de protection des forêts contre les incendies a été approuvé par arrêté préfectoral le 21 avril 2020 pour la période 2020-2029. Le précédent couvrait la période 2007-2017. L’emploi du feu est régi par deux types de réglementations. D’abord le code forestier et l’arrêté préfectoral du 27 octobre 2014, qui réglementent l’emploi du feu à moins de 200 m des espaces naturels combustibles sur l’ensemble du département. Ensuite celle établie dans le cadre de la lutte contre la pollution de l’air, qui interdit le brûlage des déchets verts des particuliers. L’écobuage est quant à lui réglementé dans le cadre de commissions locales d’écobuage (CLE)

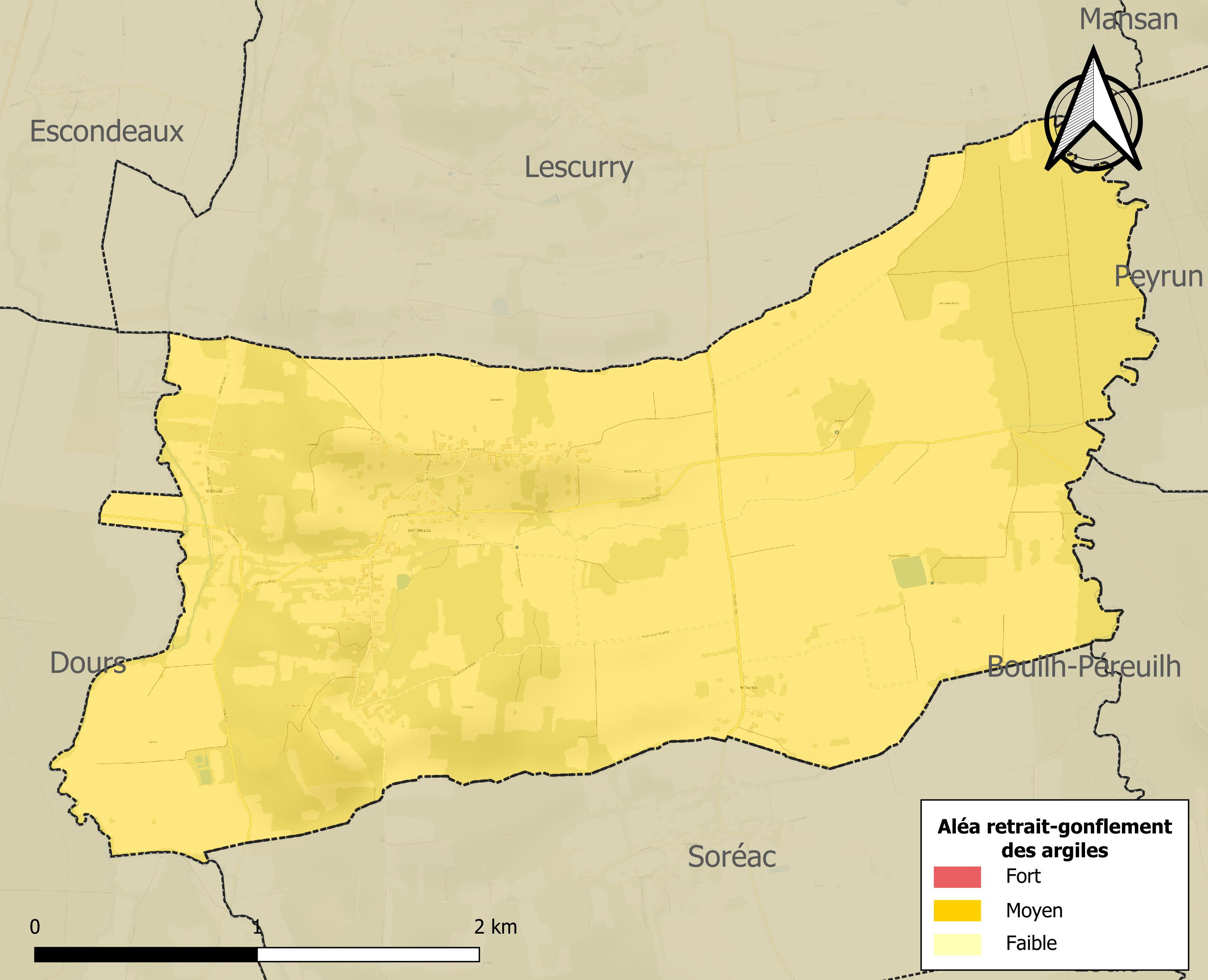
Carte des zones d'aléa retrait-gonflement des sols argileux de Castéra-Lou.

Les mouvements de terrains susceptibles de se produire sur la commune sont des tassements différentiels.
Le retrait-gonflement des sols argileux est susceptible d'engendrer des dommages importants aux bâtiments en cas d’alternance de périodes de sécheresse et de pluie. La totalité de la commune est en aléa moyen ou fort (44,5 % au niveau départemental et 48,5 % au niveau national). Sur les 97 bâtiments dénombrés sur la commune en 2019, 97 sont en aléa moyen ou fort, soit 100 %, à comparer aux 75 % au niveau départemental et 54 % au niveau national. Une cartographie de l'exposition du territoire national au retrait gonflement des sols argileux est disponible sur le site du BRGM,.
Par ailleurs, afin de mieux appréhender le risque d’affaissement de terrain, l'inventaire national des cavités souterraines permet de localiser celles situées sur la commune.
Concernant les mouvements de terrains, la commune a été reconnue en état de catastrophe naturelle au titre des dommages causés par la sécheresse en 2002 et par des mouvements de terrain en 1999.

## Toponymie

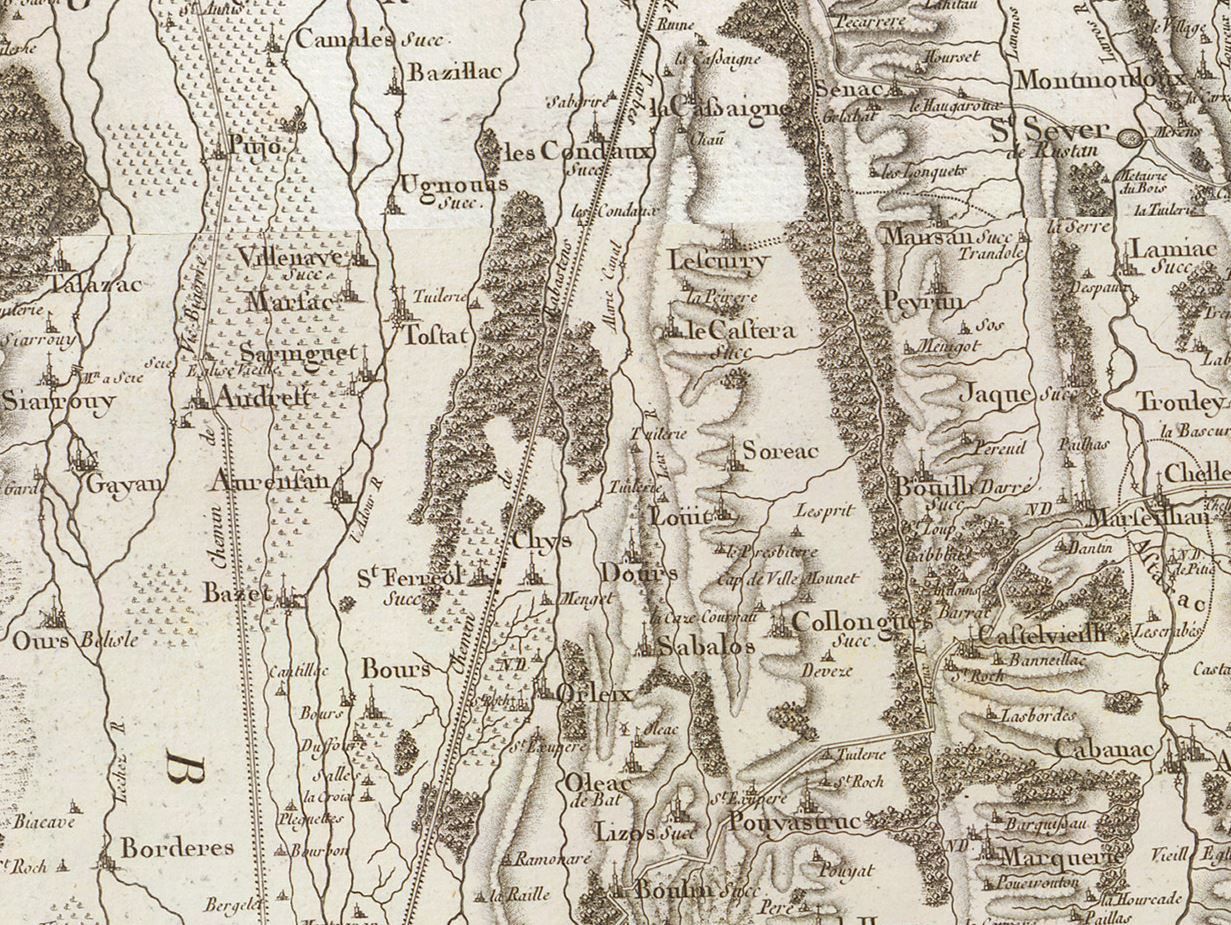
Extrait de la carte de Cassini (entre 1756 et 1789) situant Castéra-Lou au nord de Tarbes

On trouvera les principales informations dans le Dictionnaire toponymique des communes des Hautes Pyrénées de Michel Grosclaude et Jean-François Le Nail qui rapporte les dénominations historiques du village :
Dénominations historiques :
- Ad Casterar, (XIIe siècle, cartulaire de Bigorre) ;
- Az Casterar, (ibid.) ;
- de Castellario, latin (1300, enquête Bigorre ; 1313, Debita regi Navarre) ;
- de Casterario, latin (1342, pouillé de Tarbes; 1379, Procuration Tarbes) ;
- Lo Casterar, terrador del Casterar, loc et territori deu Casterar, (1429, censier  de Bigorre) ;
- Lou Castera, (1719, registres paroissiaux) ;
- curé, église, paroisse du Castéra, (1733, 1779, etc., ibid.) ;
- Loucastéra, (1768, Duco) ;
- Le Castera, (1790, Département 1) ;
- Castera, (1790, Département 2) ;
- Le Castera, (fin XVIIIe siècle, carte de Cassini).

Étymologie : du gascon casterar (= emplacement d’un château).
Nom occitan : Lo Casterar.

## Histoire

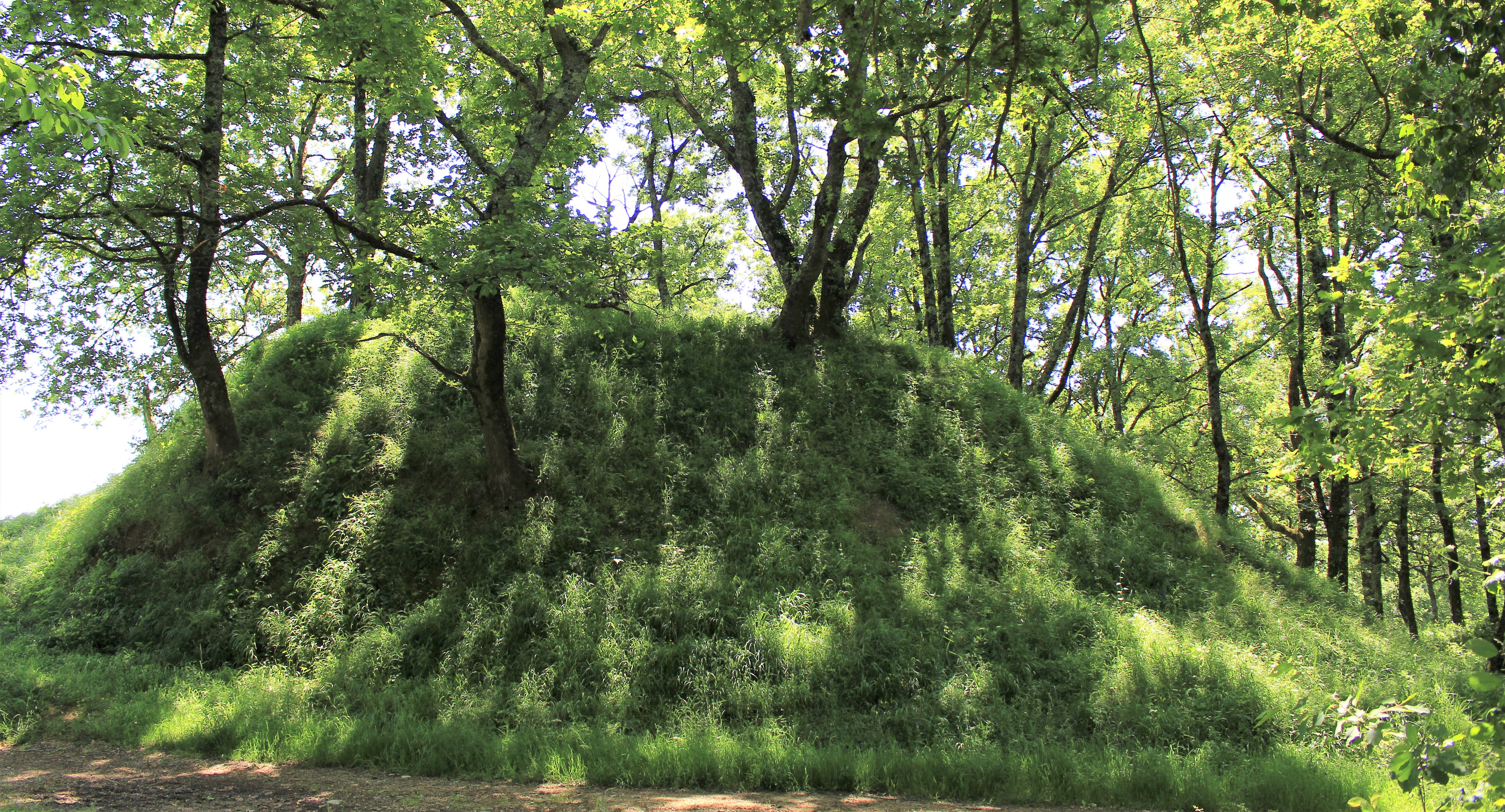
La motte castrale.

Le village tient son nom de l'occitan Lo Casterar signifiant « Le castrum » en gascon, la particule « Lo » ayant été inversée lors de la retranscription du nom du village en langue française sur les documents administratifs au XIXe siècle. Le village possède en effet une place fortifiée ainsi qu'une motte féodale qui abritait une tour en bois pour donner l'alerte. Note : ne pas confondre « castrum » avec « château» au sens où on l'entend (résidence privée et fortifiée d'un seigneur, souvent bâtie en pierre), le mot « castrum » désignant tout un village fortifié regroupant église, cimetière, habitations principales (dont celle du seigneur), terrassement, fortifications (motte castrale, palissade en bois, fossé de protection). La forme française étant une bourde toponymique.

### Cadastre napoléonien de Castéra-Lou
Le plan cadastral napoléonien de Castéra-Lou est consultable sur le site des archives départementales des Hautes-Pyrénées.

## Politique et administration

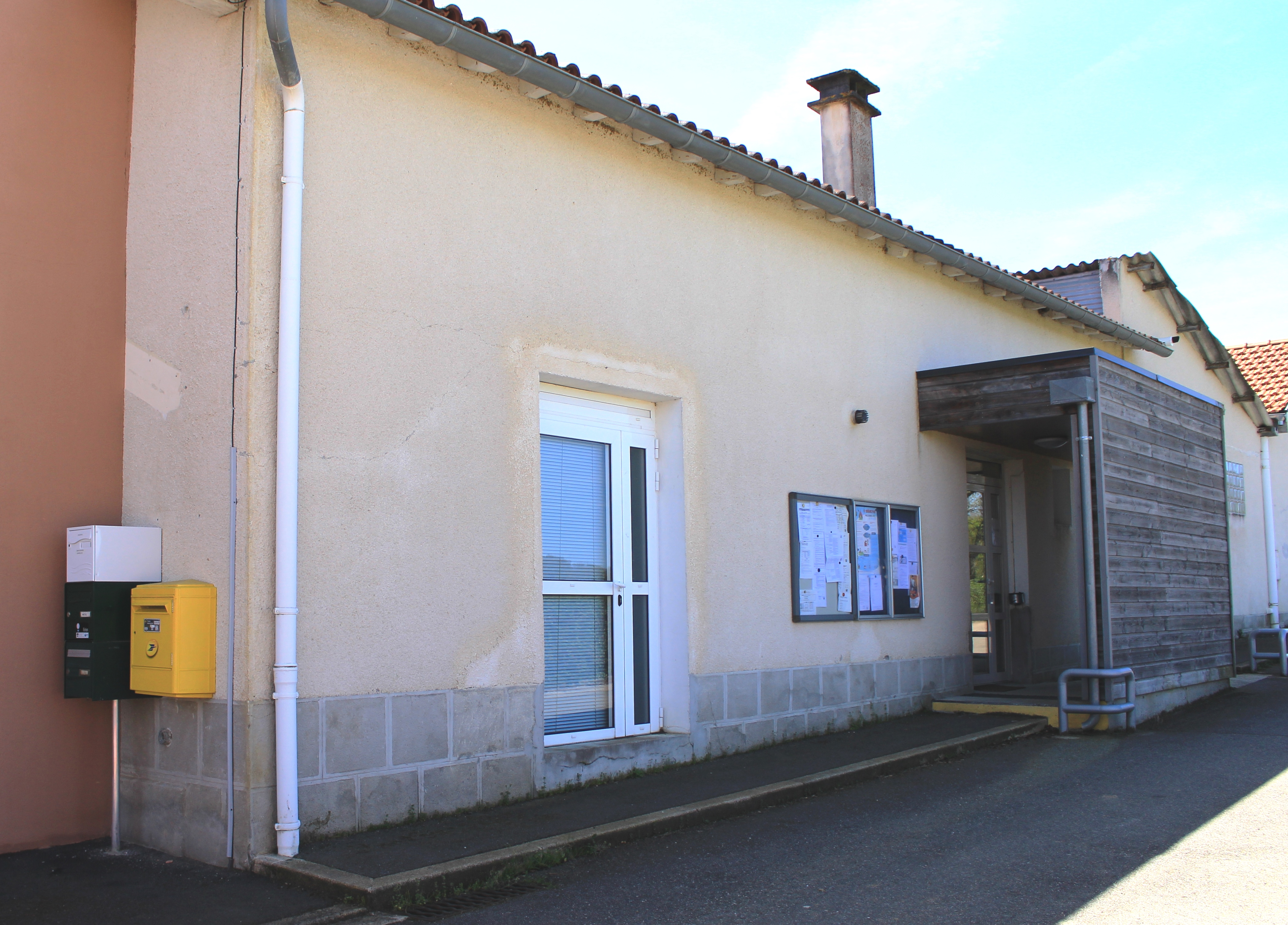
La mairie en 2018.

### Liste des maires
| Période                                  | Période   | Identité               | Étiquette | Qualité               |
| ---------------------------------------- | --------- | ---------------------- | --------- | --------------------- |
| Les données manquantes sont à compléter. |           |                        |           |                       |
|                                          |           |                        |           |                       |
| mars 1995                                | mars 2001 | Jean-Pierre Lacombe    |           |                       |
| mars 2001                                | mars 2014 | Marie-Josiane Bédouret | PS        | conseiller général    |
| mars 2014                                | en cours  | Sabine Cha             | DVG       | Professeur de théâtre |

### Rattachements administratifs et électoraux

#### Historique administratif
Pays et  sénéchaussée de Bigorre, quarteron de Rabastens, canton de Tarbes (1790) puis  d'Aubarède (1801), chef-lieu transféré à Pouyastruc (1803).

#### Intercommunalité
Castéra-Lou appartient à la communauté de communes des Coteaux du Val d'Arros créée en janvier 2017 et qui réunit 54 communes.

## Population et société

### Démographie

#### Évolution démographique

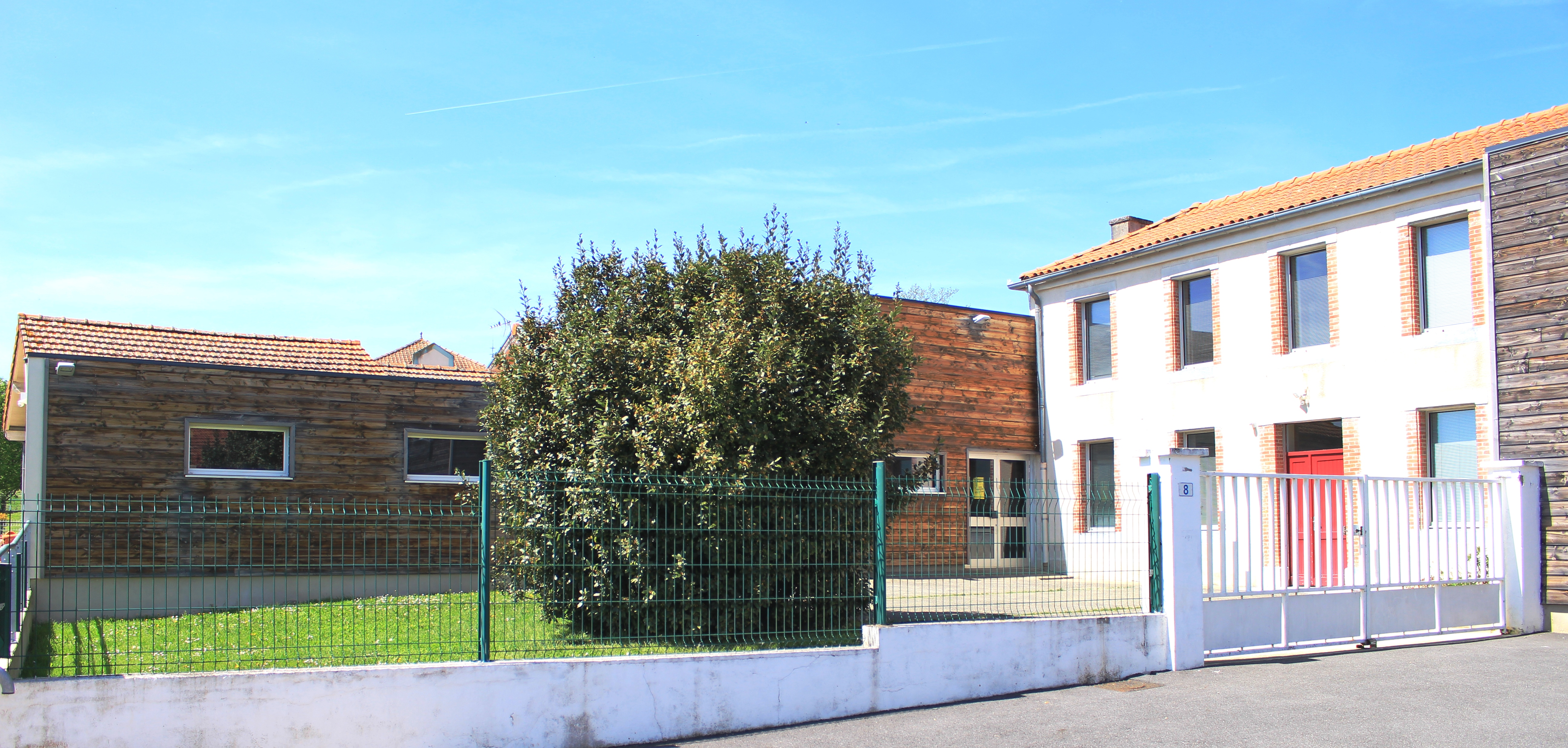
L’école primaire en 2018.

L'évolution du nombre d'habitants est connue à travers les recensements de la population effectués dans la commune depuis 1793. Pour les communes de moins de 10 000 habitants, une enquête de recensement portant sur toute la population est réalisée tous les cinq ans, les populations de référence des années intermédiaires étant quant à elles estimées par interpolation ou extrapolation. Pour la commune, le premier recensement exhaustif entrant dans le cadre du nouveau dispositif a été réalisé en 2007.

En 2022, la commune comptait 225 habitants, en stagnation par rapport à 2016 (Hautes-Pyrénées : +1,59 %, France hors Mayotte : +2,11 %).
| 1793 | 1800 | 1806 | 1821 | 1831 | 1836 | 1841 | 1846 | 1851 |
| ---- | ---- | ---- | ---- | ---- | ---- | ---- | ---- | ---- |
| 272  | 220  | 145  | 306  | 288  | 307  | 312  | 294  | 286  |

| 1856 | 1861 | 1866 | 1876 | 1881 | 1886 | 1891 | 1896 | 1901 |
| ---- | ---- | ---- | ---- | ---- | ---- | ---- | ---- | ---- |
| 302  | 312  | 245  | 224  | 205  | 211  | 200  | 195  | 162  |

| 1906 | 1911 | 1921 | 1926 | 1931 | 1936 | 1946 | 1954 | 1962 |
| ---- | ---- | ---- | ---- | ---- | ---- | ---- | ---- | ---- |
| 158  | 150  | 142  | 142  | 135  | 130  | 130  | 124  | 123  |

| 1968 | 1975 | 1982 | 1990 | 1999 | 2006 | 2007 | 2012 | 2017 |
| ---- | ---- | ---- | ---- | ---- | ---- | ---- | ---- | ---- |
| 108  | 99   | 145  | 163  | 154  | 178  | 181  | 210  | 231  |

| 2022 | - | - | - | - | - | - | - | - |
| ---- | - | - | - | - | - | - | - | - |
| 225  | - | - | - | - | - | - | - | - |

### Enseignement
La commune dépend de l'académie de Toulouse. Elle dispose d’une école en 2017, école qui ferme en juillet 2019 au profit du groupe scolaire Yves Bruno de Dours. Ce dernier regroupe ainsi les écoles de Castera Lou, Dours, Louit et Oléac-Debat.
- École primaire.

## Économie

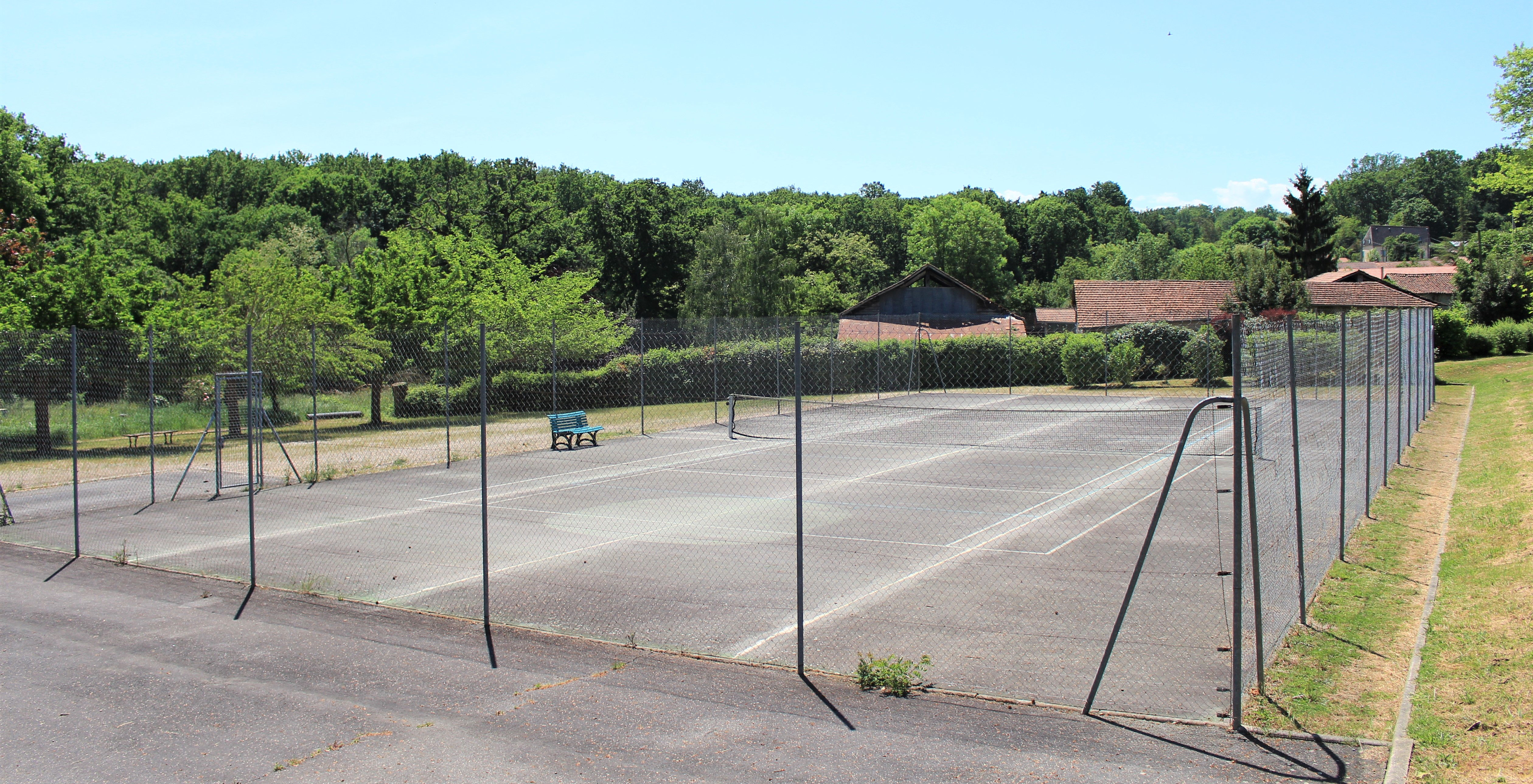
Le court de tennis.

### Revenus
En 2018, la commune compte 85 ménages fiscaux, regroupant 236 personnes. La médiane du revenu disponible par unité de consommation est de 22 660 € (20 420 € dans le département).

### Emploi
|                | 2008   | 2013  | 2018  |
| -------------- | ------ | ----- | ----- |
| Commune        | 10,1 % | 3,9 % | 3,2 % |
| Département    | 7,7 %  | 9,4 % | 9,8 % |
| France entière | 8,3 %  | 10 %  | 10 %  |

En 2018, la population âgée de 15 à 64 ans s'élève à 126 personnes, parmi lesquelles on compte 83,1 % d'actifs (79,8 % ayant un emploi et 3,2 % de chômeurs) et 16,9 % d'inactifs,. En  2018, le taux de chômage communal (au sens du recensement) des 15-64 ans est inférieur à celui de la France et du département, alors qu'en 2008 la situation était inverse.
La commune fait partie de la couronne de l'aire d'attraction de Tarbes, du fait qu'au moins 15 % des actifs travaillent dans le pôle,. Elle compte 19 emplois en 2018, contre 15 en 2013 et 14 en 2008. Le nombre d'actifs ayant un emploi résidant dans la commune est de 102, soit un indicateur de concentration d'emploi de 18,8 % et un taux d'activité parmi les 15 ans ou plus de 61,4 %.
Sur ces 102 actifs de 15 ans ou plus ayant un emploi, 14 travaillent dans la commune, soit 14 % des habitants. Pour se rendre au travail, 96 % des habitants utilisent un véhicule personnel ou de fonction à quatre roues, 1 % s'y rendent en deux-roues, à vélo ou à pied et 3 % n'ont pas besoin de transport (travail au domicile).

## Culture locale et patrimoine

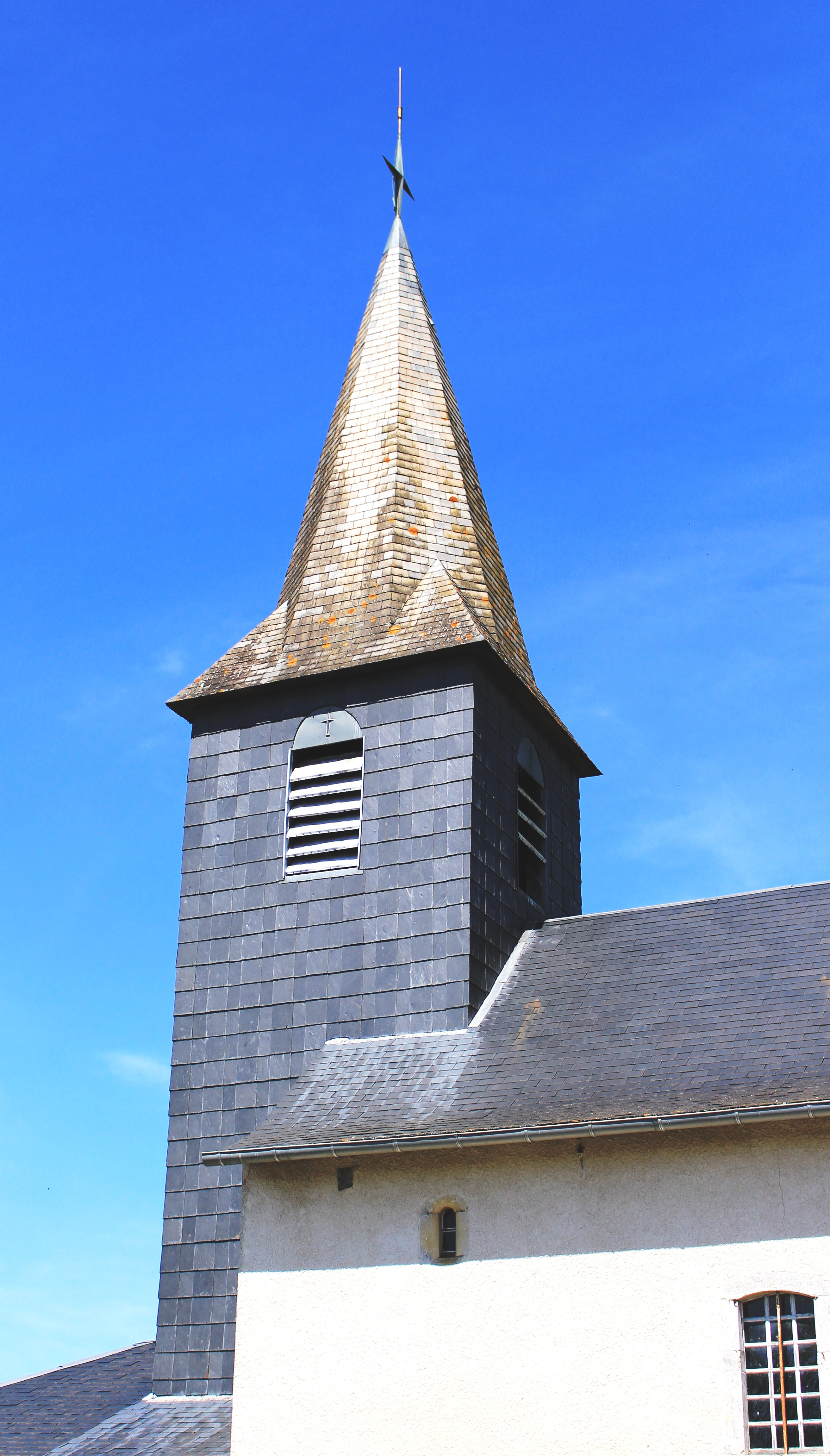
Le clocher.

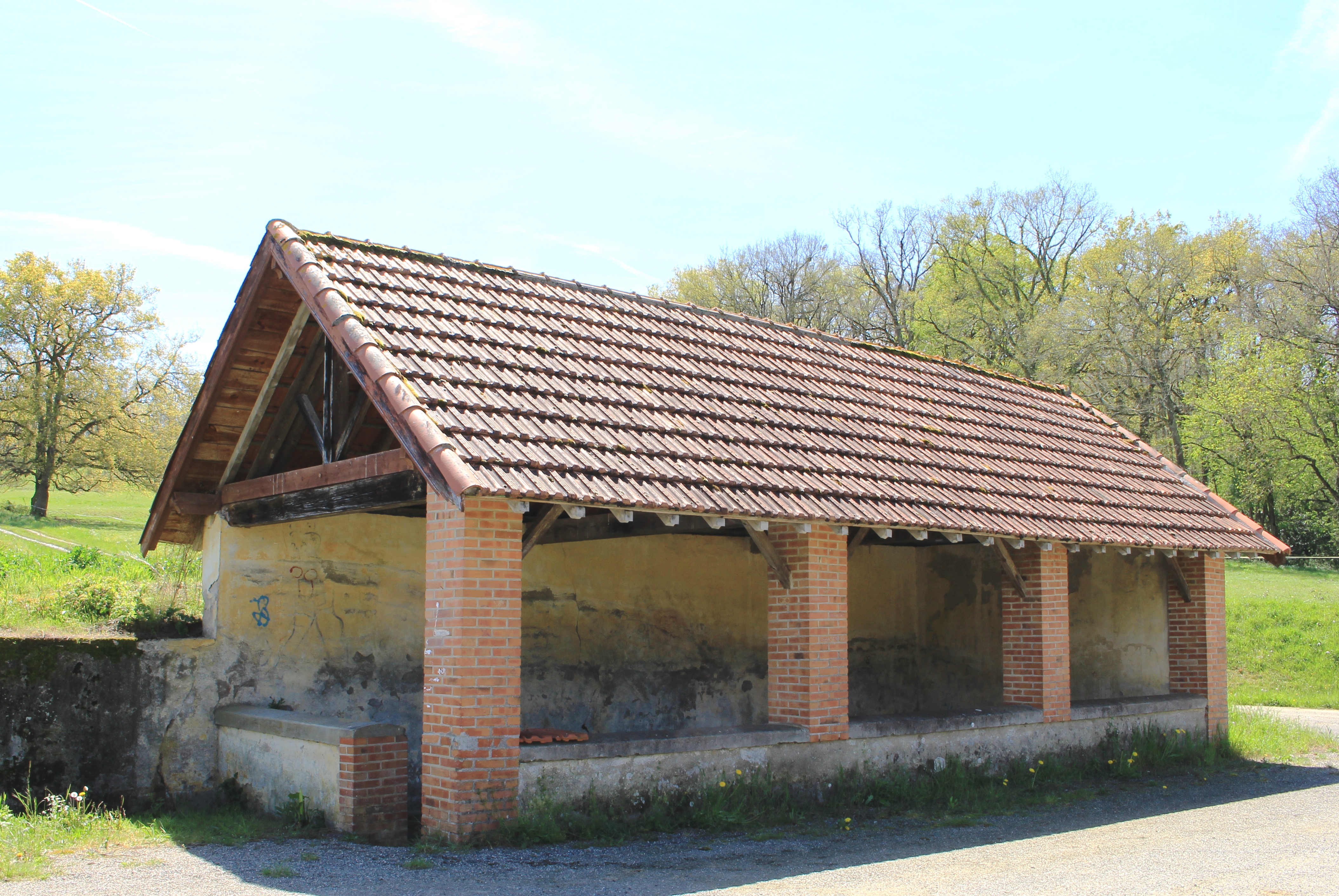
Le lavoir.

### Lieux et monuments
- Église Sainte-Marie de Castéra-Lou.
- Motte castrale.
- Lavoir.

## Voir aussi

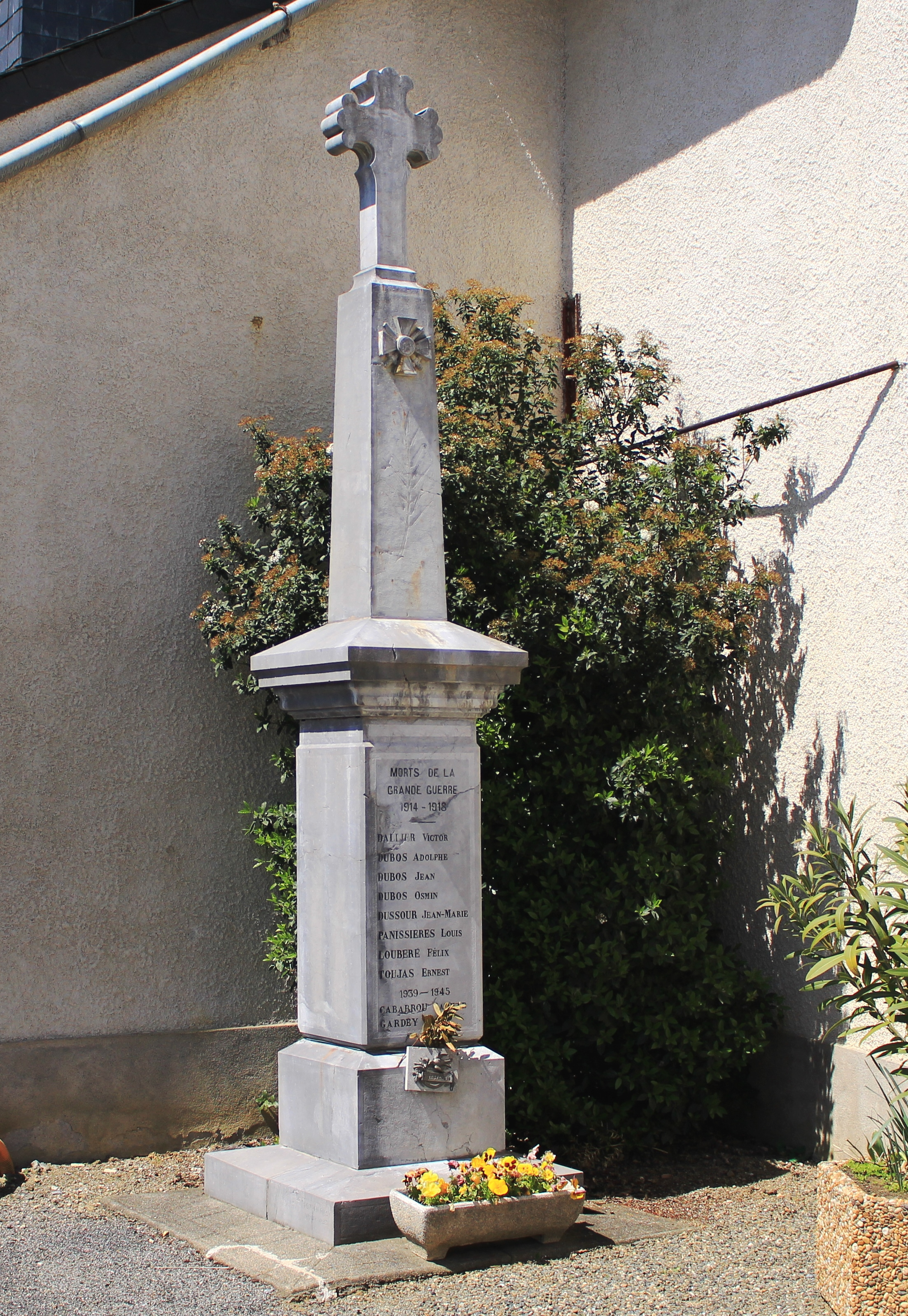
Le monument aux morts municipal.

### Héraldique
| Blason | Blasonnement : D'or à la tour de gueules ouverte et maçonnée de sable, posée sur un mont de sinople chargé d'un besant du champ, au chef aussi de gueules chargé de trois raves d'argent feuillées chacune de trois piéces aussi de sinople. |